# Comenius College (Capelle aan den IJssel)
Het Comenius College is een christelijk scholengroep voor voortgezet onderwijs in Capelle a/d IJssel en de omliggende plaatsen Krimpen a/d IJssel, Nieuwerkerk a/d IJssel en Rotterdam, in de Nederlandse provincie Zuid-Holland. Op de verschillende vestigingen worden de onderwijstypen vmbo, havo en vwo (atheneum en tweetalig vwo) aangeboden. De school is ontstaan in 1994, na een fusie van verschillende scholen in bovengenoemde gemeenten. Er werken ruim 300 medewerkers en de school heeft ongeveer 3.000 leerlingen.
Er zijn zes verschillende vestigingen:
Capelle aan den IJssel:
- Comenius Lyceum Capelle CLC (pre-havo, havo, atheneum, tto- tweetalig vwo voor het vwo)
- Comenius Mavo Capelle CMC (mavo)
- Comenius Beroepsonderwijs Capelle CBC (vmbo basisberoepsgerichte leerweg, vmbo kaderberoepsgerichte leerweg)

Nieuwerkerk aan den IJssel:
- Comenius Nieuwerkerk CCN (mavo, klas 1, 2 en 3: havo, pre-havo en vwo)

Krimpen aan den IJssel:
- Comenius Krimpen CCK(pre-mavo, mavo, pre-havo en havo)

Rotterdam:
- Comenius Rotterdam CCR(mavo, pre-havo en havo)

De algemene directie wordt gevormd door de algemeen directeur, de directeur onderwijs en de directeur bedrijfsvoering. De directeuren van de scholen zijn verantwoordelijk voor de dagelijkse leiding van de school.

## CVO
Het Comenius College maakt deel uit van het CVO (Vereniging voor Christelijk Voortgezet Onderwijs in Rotterdam). Het CVO omvat zeven scholengemeenschappen, alle met vestigingen in de omgeving van Rotterdam. In totaal heeft het CVO veertig verschillende locaties.

## Identiteit
Het Comenius College is een christelijke scholengemeenschap. De christelijke identiteit komt met name tot uiting tijdens de dagopening, de kerstviering en de paasviering. Daarnaast krijgen alle leerlingen een uur in de week godsdienstonderricht. Verder wordt er bij de aanmelding met de ouders gesproken over de christelijke identiteit van de school. 

## Bekende leerlingen
Een aantal bekende (ex-)leerlingen van het Comenius College:
- Angela Visser, miss Universe 1989 en actrice (vestiging Lijstersingel)
- Javier Guzman, cabaretier en acteur (vestiging Lijstersingel)
- Esmée van Kampen, (musical)actrice (vestiging Lijstersingel)
- Bas van Prooijen, acteur (vestiging Nieuwerkerk)
- Helga van Leur, meteorologe en televisiepresentatrice (vestiging Lijstersingel)
- Eric de Vroedt, regisseur, schrijver en acteur (vestiging Lijstersingel)